# Ruta 76 (Uruguay)
La Ruta N.º 76 es una Ruta nacional de Uruguay.
Su trazado se extiende totalmente en el departamento de Florida.

## Caracterícas
La carretera se divide en diferentes tramos, el principal bajo jurisdicción nacional, va desde la ruta 77 a la altura del km 24.250 y se extiende en sentido oeste-este hasta la localidad de 25 de Mayo (su kilometraje va en sentido contrario este-oeste desde el kilómetro 0 al kilómetro 5.450. Los restantes tramos corresponde a jurisdicción departamental (IDF), el primero de ellos comienza en el extremo sur de la localidad de 25 de Mayo y se extiende hacia el este hasta la localidad de Mendoza a la altura de la Ruta 5 luego de pasar por la represa de Paso Severino, actualmente se corresponde con el camino UYFD0028.
Existe otro tramo (que formaba parte de la vieja ruta 76) que parte de la localidad de Mendoza Chico y se extiende hasta el viejo Camino de las Tropas.
El antiguo trazado que iba directamente desde la ruta 77 hasta Camino de las Tropas, atravesando la localidad de Mendoza Chico , debió ser modificado al actual debido a la formación del lago de la represa de Paso Severino.